# جون جاكوب باوش
جون جاكوب باوش (بالإنجليزية: John Jacob Bausch)‏ (بالألمانية: Johann Jakob Bausch)‏ هو رائد أعمال أمريكي وألماني، ولد في 25 يوليو 1830 في زوسن في ألمانيا، وتوفي في 14 فبراير 1926 في روتشستر في الولايات المتحدة.